# Tokyo Joe
Tokyo Joe è un film del 1949 diretto da Stuart Heisler, con protagonista  Humphrey Bogart.

## Trama
Al termine della seconda guerra mondiale, Joe Barrett, un americano che è convinto di essere vedovo torna in Giappone per riprendere in mano i suoi affari e apprende che la moglie è ancora viva, ma che nel frattempo ha avuto una figlia da lui e si è risposata con un funzionario. Successivamente, Joe rimane invischiato in loschi traffici.

## Distribuzione
Il film è uscito nelle sale statunitensi, nel novembre del 1949, distribuito da Columbia Pictures.